# 8703 Наканотадао
8703 Наканотадао (8703 Nakanotadao) — астероїд головного поясу, відкритий 15 грудня 1993 року.
Тіссеранів параметр щодо Юпітера — 3,568.
Названо на честь Накано Тадао (яп. なかの・ただお(中野董夫) накано тадао)